# Otto-Glöckel-Schule Linz
Die Otto-Glöckel-Schule Linz ist eine Volks- und Mittelschule in der Stadt Linz in Oberösterreich. Das Schulgebäude wurde nach dem sozialdemokratischen Politiker Otto Glöckel benannt. Es steht unter Denkmalschutz (Listeneintrag).

## Geschichte
Zwischen 1899 und 1902 wurde auf dem Schulareal nach Plänen von Gustav Steinberger eine nach Adolf Dürnberger benannte Knaben- und Mädchen-Volksschule errichtet. Für die Erweiterung um eine Knaben-Bürgerschule wurden 1910/11 nach Plänen von Julius Schulte zwei weitere Gebäude geschaffen und mit Knaben-Bürgerschule Waldegg bezeichnet. Unter Einbeziehung der Volksschulen Waldegg und Raimundstraße entstand ein aus mehreren Schulgebäuden bestehendes Ensemble.
Ab 1927 wurde aus der Bürgerschule sukzessive die als Waldeggschule bezeichnete Knaben- und Mädchen-Hauptschule. Während des Zweiten Weltkriegs wurde zusätzlich eine Frauen-Berufsschule dort untergebracht.
Im Herbst 1944 wurde die Dürnbergerschule fast zur Gänze und der Schulgebäudekomplex insgesamt zu zwei Drittel bei einem Luftangriff zerstört, wobei auch 41 Menschen ums Leben kamen. Ein von Josef Thorak 1955 geschaffenes Standbild im Innenhof erinnert daran.
Der Wiederaufbau erfolgte zwischen 1946 und 1954 sowie 1968 in mehreren Etappen. 1951 kam die Bezeichnung Otto-Glöckel-Schule zunächst für einen Teil und später für den gesamten Schulkomplex zur Anwendung.

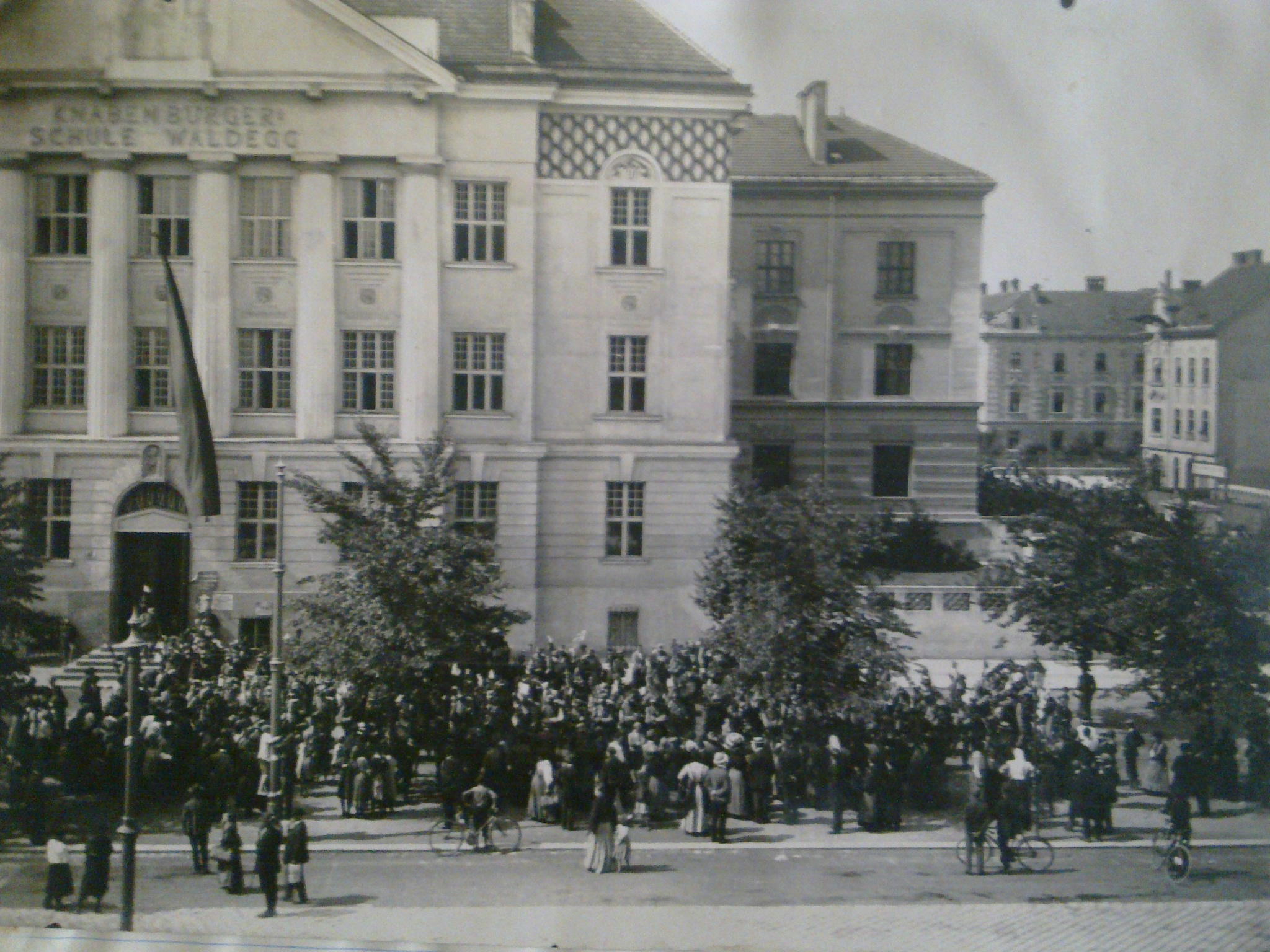
Dieses Foto zeigt die Knaben-Bürgerschule Waldegg (um 1913)

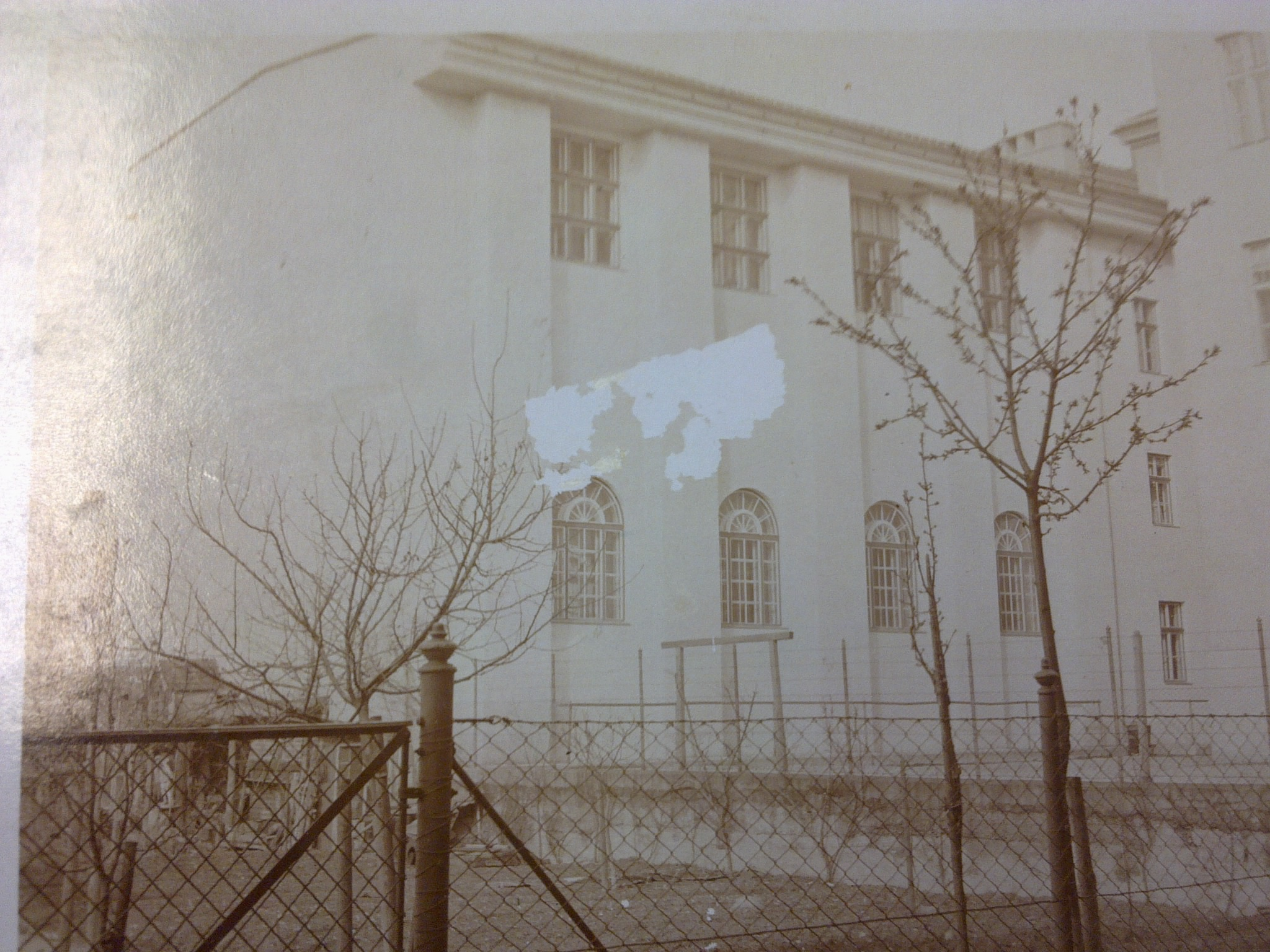
Die Dürnbergerschule 1913 aufgenommen von der heutigen Pillweinstraße

### Dürnbergerschule (Doppelvolksschule für Knaben und Mädchen)

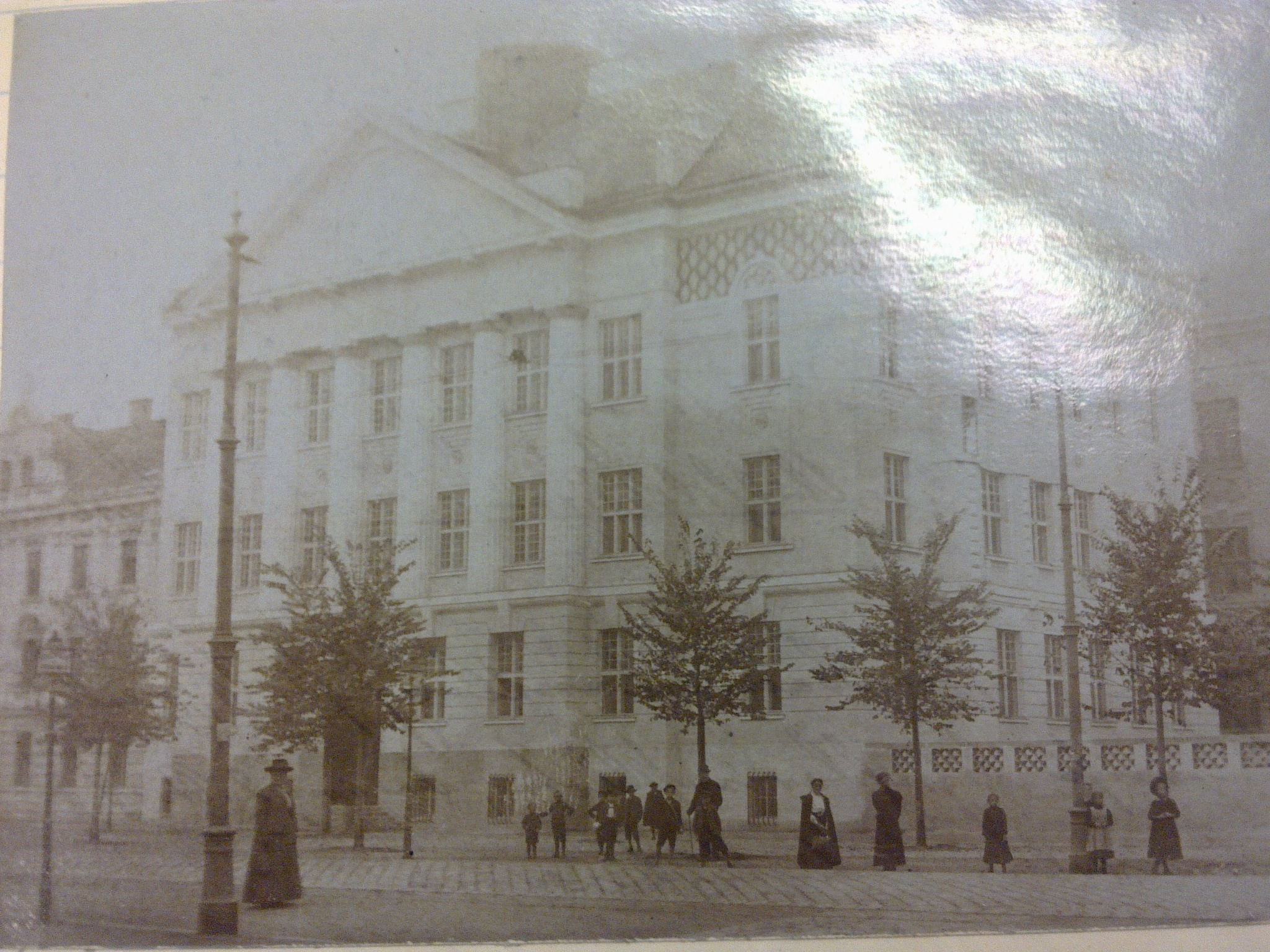
Dieses Foto zeigt die Doppelvolksschule, auch bekannt als Dürnbergerschule aus der heutigen Wienerstraße. Das Foto stammt aus dem Jahre 1903.

Das Anwachsen der Bevölkerung in den Linzer Vororten Waldegg und Lustenau machte die Errichtung einer Volksschule zu einem dringenden Bedürfnis. In einer Volksversammlung im Gasthaus Zur Stadt Salzburg wurde eine diesbezügliche Resolution beschlossen. Der k.u.k. Landesschulrat genehmigte am 13. Oktober 1900 die Errichtung einer Knaben- und Mädchen-Volksschule mit dem Namen Dürrnbergerschule. Die Doppelvolksschule wurde nach den Plänen von Baumeister Gustav Steinberger von 1899 bis 1902 erbaut.
Dieses Schulgebäude in der Dürnbergerstraße hatte einen Straßentrakt und Seitenflügel. Das Gebäude wies späthistoristische Formen auf und hatte eine aufwändig dekorierte Fassade. Der Straßentrakt war mit einer Fassade mit einem Mittelrisalit ausgestattet. Dieses Gebäude wurde während des Zweiten Weltkrieges am 16. Oktober 1944 bei einem Luftangriff nahezu völlig zerstört.

### Dürnbergerschule (Knabenbürgerschule)

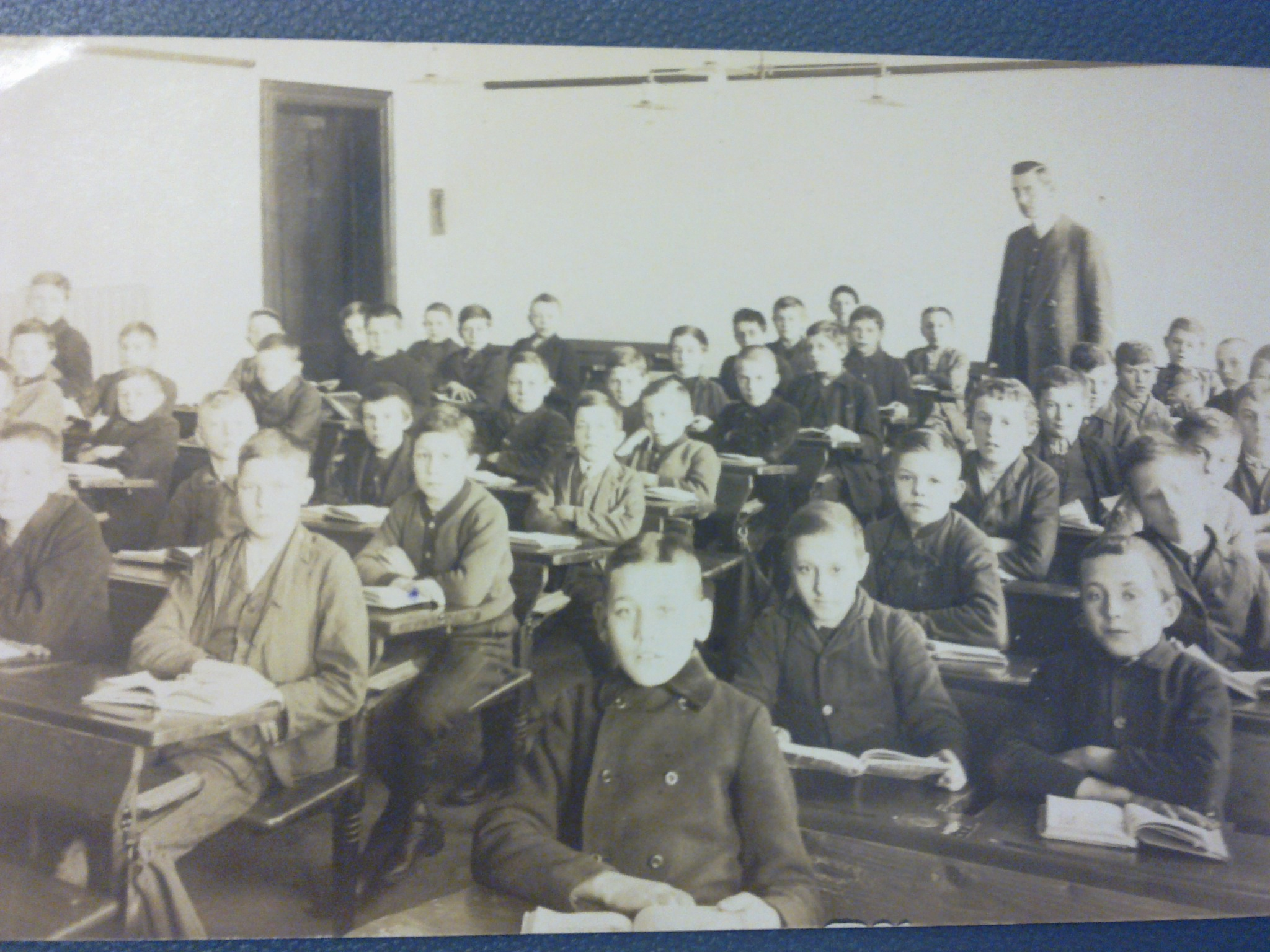
Dieses Foto zeigt einen Klassenraum in der Knabenbürgerschule. Dieses Foto wurde am 3. Mai 1911 aufgenommen.

Im Linzer Gemeinderat wurde am 4. März 1908 unter Vorsitz von Gemeinderat Hans Hornik die Notwendigkeit zur Errichtung einer vierten Linzer Knabenbürgerschule im Stadtteil Waldegg dokumentiert und am 14. April 2009 beschloss der k.u.k. Landesschulrat im oberösterreichischen Landtag den Bau einer weiteren Linzer Knabenbürgerschule für 260 Schüler und sieben Klassenstufen.
Die Realisierung ab 27. Juni 1910 erfolgte unter Bürgermeister Franz Dinghofer nach Plänen von Julius Schulte in zwei Projekten. Zum einen wurde in der Wiener Reichsstraße neben der Volksschule Waldegg ein Gebäude errichtet werden. Das Gebäude wurde mit sechs Klassenzimmern und diversen Nebenräumen ausgestattet und enthielt eine Wohnung für die Schuldiener. Das zweite Gebäude wurde an die Mädchen-Volksschule in der Raimundstraße angebaut. 1911 wurde der Seitenflügel, der sich auf der Wienerstraße direkt an die Volksschule anschloss fertiggestellt. Baubeginn für den Turnsaaltrakt in der Pillweinstraße war 1911. Dabei handelte es sich um ein monumentales Bauwerk mit einem tempelfrontartigen Risalit und dorischen Halbsäulen in Richtung der Wienerstraße. Der Turnsaal der Volksschule wurde mit Hilfe eines Verbindungsganges an die Bürgerschule angeschlossen, da dieser von beiden Schulen benutzt werden sollte.
Zum ersten Direktor wurde am 22. Juli 1911 Alois Pfenninger ernannt. Der weitere Ausbau der Schule erfolgte von Juli 1913 bis März 1914. Am 28. September 1926 wurde das elektrische Licht eingeleitet.

### Waldeggschule (Hauptschule für Knaben und Mädchen)
Am 2. August 1927 wurde das Gesetz zur Errichtung von Hauptschulen verabschiedet und mit Beginn des Schuljahres 1927/28 eine Klasse Hauptschule in 2 Zügen neben 7 Klassen Bürgerschule eingerichtet. Somit hatte die Knabenbürgerschule insgesamt 8 Schulstufen.

### Die Schule in der Zeit des Nationalsozialismus
Zwischen dem 10. und 30. März 1938 war die Schule Quartier für Teile der 95. Infanterieregiment. Der Unterricht musste vorübergehend in der Mädchenhauptschule abgehalten werden. Am 30. April 1938 hatte die Knabenhauptschule 10 Klassen mit 385 Schülern, davon waren 117 „nicht organisiert“ (268 waren HJ- oder DJ-Mitglieder). Das Schuljahr 1938/39 hätte am 12. September beginnen sollen, jedoch waren allzu viele Lehrer am 10. Parteitag der NSDAP in Nürnberg. Deswegen verschob sich der Beginn auf den 10. Oktober. Auch der Beginn des Schuljahres 1939/40 verzögerte sich aufgrund von „vorausgegangenen, ereignisreichen und hochpolitischen Tagen“ um eine Woche. In den Ferienmonaten, also von Juli bis August 1940 diente die Schule neuerlich als Quartier der deutschen Wehrmacht. Danach war der Turnsaalboden so stark beschädigt, dass dieser für den Turnunterricht gesperrt werden musste. Zwei Klassenräume und vier Nebenräumen wurden der neu gegründeten Frauen-Berufsschule überlassen.
Am 16. Oktober 1944 wurde die Schule durch Bombentreffer schwer beschädigt. Ziel des Bombardements war die Zerstörung des Linzer Hauptbahnhofes. Ungefähr um 10:30 Uhr fielen vier Bomben auf die Schule. Sie töteten 31 Schülerinnen der Frauen-Berufsschule, eine Lehrerin und neun Volkspflegerinnen.

### Wiederaufbau und Wiedereröffnung der Schule
Zwei Drittel des Komplexes wurden zerstört. Die Ruine wurde danach nahezu gänzlich abgerissen. Die verbliebenen, intakten Teile wurden aufgrund von wirtschaftlichen Überlegungen nicht abgerissen. Diese wurden, bis zur Fertigstellung der Renovierung für Unterrichtszwecke verwendet.
Das Gebäude wie es heute steht, wurde in vier großen Bau-Etappen, nämlich in den Jahren 1946 bis 1947, 1950 bis 1951, 1953 bis 1954 und 1968 nach den Plänen des Entwurfamts des Stadtbauamtes Linz nachgebaut. Im Juli 1946 war Baubeginn des ersten Abschnittes. Dieser umfasste den Wiederaufbau der Dürnberger-Schule bzw. eines Teilbereiches des ehemaligen Komplexes in der Dürnbergerstraße und wurde im September des Jahres 1947 abgeschlossen.
Die Aufteilung des Gebäudes fand sich auch in den späteren Trakten wieder.
Aus den Planungsberichten der ehemaligen Dürnbergerschule ist zu entnehmen, dass die Planer eine Modernisierung des Gebäudes haben wollten. In jedem Geschoß wurde eine Zentralgarderobe errichtet, die allerdings für jede Klasse einen Bereich hatte. Die Schule hatte nach Fertigstellung dieses Bauabschnittes acht Klassenzimmer, einen Mädchenhandarbeitssaal und je ein Zimmer für Direktion, Lehrer und Schulwart. Es gab neue WC-Anlagen, eine Zentralheizung, die alle Räume beheizt hat, eine Warmwasseranlage, Fließwasser in allen Räumen, eine Telefonanlage, Durchsageanlagen in jedem Klassenzimmer eine Uhr und eine Pausenzeichenanlage. Alle noch vorhandenen Fenster, Türen, Treppen und Bodenbeläge wurden ersetzt.
Die zwei Turnsäle wurden wieder instand gesetzt und mit Garderoben, WC-Anlagen, Waschräumen mit Duschen und mit Lehrerkabinette ausgestattet.
Die alte noch erhaltene Neorenaissance-Fassade wurde vollkommen abgetragen und durch eine klare, einfache Edelputzfassade neu gestaltet.
Im Jahr 1951 wurde der Rest des Traktes erbaut. Dieser Teil war früher die Waldeggschule. Erstmals findet der Name „Otto-Glöckel-Schule“ Verwendung. Später wird der ganze Komplex diesen Namen tragen. Aufgrund der Tatsache, dass die Bauherren diesen Teil in den bisherigen Komplex ohne ersichtlichen Übergang integrieren wollen, bleibt die Außenmaße wie Gesamthöhe und Tiefe gleich. Statt drei Stockwerken hat dieser Teil aber vier Stockwerke. Die Niveauunterschiede werden durch Differenztreppen ausgeglichen.
Für die Außenarchitektur ist die Konstruktion des Eisenbetonskeletts maßgeblich. Die Unterteilung für die einzelnen Fensterachsen bilden Kunststeinpfeiler. Die gesamte Front, also sowohl ersten und zweiten Bauabschnitten, wurde einheitlich gestaltet und mit Schwingflügelfenster ausgestattet. Diese aufgeflöste Pfeilerarchitektur ordnet sich der Baumasse unter und bildet so trotz der unterschiedlichen Geschoßanzahl gegenüber der anschließenden Dürnbergerschule mit derselben Einheit, sodass kein Übergang sichtbar ist. Neu hinzugekommen sind mit diesem Bauabschnitt 9 weitere Klassenzimmer mit anschließenden Garderoben, welche gleichzeitig als Mittelgangbeleuchtung fungieren. Außerdem ein Physiksaal, ein Zeichensaal, ein Knabenhandarbeitszimmer mit dazugehörigen Kabinetten, je ein Zimmer für Direktor und Lehrer, eine Schülerbibliothek, zwei Schulwarträume, eine Pausenhalle bzw. Festsaal, einen Speisesaal mit anschließender Kantine und eine Schülerduschanlage. Der gesamte Komplex ist zentral geheizt. Der Festsaal und die Schulbrauseanlage sind künstlich be- und entlüftet. Es gibt nun auch zwei getrennt von der Schule zugängliche Wohnungen.
Der Trakt in der Wienerstraße, welcher im Jahr 1954 erbaut wurde, war ähnlich aufgebaut wie der Bauabschnitt aus dem Jahr 1951.

## Schulkonzepte im Laufe der Zeit
Ursprünglich beherbergte die Schule je eine Volksschule für Knaben und Mädchen.
Heute befinden sich eine Volksschule (VS12 Linz) und eine Neue Mittelschule (NMS 5 Linz) in ihr.

### Volksschule (seit 1901)
Eine Volksschule war vom Grundkonzept nicht anders als heute. Lediglich die Fächeranzahl und die Lehrmethoden unterscheiden sich von damals.

### Knabenbürgerschule (1911–1945)
Damals gab es das Konzept einer „Knabenbürgerschule“ (Schulstufe 1–8) und das einer „Höheren Knabenbürgerschule“ (Schulstufe 9–12). Hier gab es nur eine einfache Knabenbürgerschule mit je acht Klassen. Eine Schule entsprach den Wünschen des damaligen Bürgertums nach einer Schule, die – anders als das bereits bestehende Gymnasium – nicht künftige Gelehrte und Geistliche ausbildete, sondern künftigen Gewerbetreibenden und Geschäftsleuten das notwendige praktische Wissen vermittelte.

### Hauptschule
Die Hauptschule hatte in ihrer Geschichte die meisten Veränderungen zu verbuchen. Meistens hing es nicht unbedingt vom Fortschritt, sondern von der jeweiligen Regierung ab.
| Epoche und Jahreszahl                                 | Neuerungen |
| ----------------------------------------------------- | --- |
| Hauptschule in der Zeit der 1. Republik (1927–1938)   | Im Jahr 1927 verabschiedete das Parlament das Hauptschulgesetz, das vom damaligen Unterrichtsminister Schmitz eingebracht wurde. Das neue Gesetz brachte die Umwandlung der dreiklassigen Bürgerschule in eine vierklassige Hauptschule. |
| Anschluss und Zweiter Weltkrieg (1938–1945)           | Zentraler Gegenstand wurde Leibeserziehung. Beurteilt wurde nun nach einer sechsstufigen Notenskala. |
| Reorganisation und zweizügige Hauptschule (1946–1984) | Die Hauptschule war ab jetzt aufsteigend zweizügig zu führen. Der Erste Klassenzug war gegenüber dem Zweiten Klassenzug durch erhöhte Anforderungen gekennzeichnet. Die Leistungsgruppen waren geboren. Das Schuljahr 1967/68 brachte eine genaue Festlegung der Pflichtschulsprengel der Hauptschulen. Die Benotung erfolgte nun nach einem fünfstufigen System. |
| „Neue Hauptschule“ (1985–2009)                        | Neu war die Einteilung der Schüler in drei Leistungsgruppen und zwar in den Fächern Deutsch, Englisch und Mathematik. |

### Die aktuellen Konzepte der Otto-Glöckel Volks- und Neue Mittelschule
Sowohl die Volks- als auch die Hauptschule ist aufgrund der Lage, dass sie sich in Waldegg befindet, am Makartviertel und an dem Andreas-Hofer-Platz-Viertel angrenzt für seinen hohen Anteil an Schülern mit ausländischer Herkunft bekannt.
Doch gerade diese multikulturelle Situation nützt die Schule aus um ein besseres Bewusstsein innerhalb seiner Schüler zu bewirken. Dies zeigen auch die vielen Programme, welche die beiden Schulen jährlich durchführen.

#### Volksschule
E.U.L.E. ist der Zusatzname der Volksschule 12. Die Abkürzung bedeutet „Experimentieren, Untersuchen, Lernen und Entdecken“. Da die Schule einen naturwissenschaftlichen Schwerpunkt hat, passt dieses Motto sehr gut zum Konzept.
Im Raum Linz ist diese Volksschule die einzige mit eigenem Laborraum. Hier haben die Kinder die Möglichkeit eigenständig zu forschen und selbst Entdeckungen zu machen. Der Laborraum und die dazugehörigen Laborutensilien und Themenboxen wurden durch Sponsoring von Unternehmen realisiert.
Zweimal im Jahr werden hier, in Kooperation mit Studenten der Fachhochschule und Studenten der Pädagogischen Hochschule der Diözese, Experimentiertage durchgeführt.
Unterrichtet wird teilweise nach dem „E.V.A.“-Prinzip. Die Abkürzung steht für „Eigenverantwortliches Arbeiten“.
Die Schüler haben Methodentraining, Kommunikationstraining, Teamentwicklungstraining während des Unterrichtes, so erlernen sie es nicht nur, sondern setzen dieses Wissen auch gleich um. Außerdem ist der Unterricht zum Großteil computerunterstützt.
Passend zur Internationalität der Schule gibt es auch Programme für Schüler mit nicht deutscher Muttersprache.
Das Projekt Arcobaleno „Schlaue Füchse“ ist dazu da, Kindern mit nicht deutscher Muttersprache die Möglichkeit zu geben zusätzliche Deutschstunden zu bekommen. Zusätzlich gibt es für diese Schüler die Möglichkeit, einen Muttersprachenunterricht für die Sprachen Albanisch, Bosnisch, Serbisch, Kroatisch, Türkisch, Persisch zu besuchen.
Um das Lesen leichter zu erlernen, haben viele Kinder einmal pro Woche eine Lesetandemstunde.
Eine Mentorin übernimmt für ein Semester ein Lesepatenkind und kümmert bzw. lernt mit diesem das Lesen.
Weitere Angebote, die zur Verfügung stehen, sind beispielsweise der Schwimmunterricht im Hallenbad mit Schwimmtrainer, Singschul- und Gitarrenunterricht durch Lehrer der Landesmusikschule Linz und die jeden Freitag stattfindende „Gesunde Jause“, für die die Schüler mit ihren Lehrern zusammen eine gesunde Schuljause vorbereiten.

#### Neue Mittelschule
Seit dem Schuljahr 2011/12 ist die ehemalige Hauptschule eine Neue Mittelschule.
Der Unterricht erfolgt nach dem Lehrplan der AHS, außerdem gibt es keine Leistungsgruppen mehr.
Außerdem gibt es dadurch die Möglichkeit, ohne Aufnahmeprüfung in eine mittlere/höhere Schule übertreten zu können.
Durch Anwendung neuer Lernmethoden (EVA, Präsentationstechniken), dem verstärkten Einsatz von IT-Medien im Unterricht
und die Vorbereitung auf den Europäischen Computerführerschein (ECDL) werden die Schüler sowohl auf eine Lehre als auch auf einen weiteren Bildungsweg vorbereitet.
Die Besonderheit an dieser Schule ist die Kooperation mit der HTL1 in den Fächern Deutsch, Mathematik und Informatik. Es gibt ein Teamteaching in allen NMS-Klassen und es wird versucht eine optimale Förderung jedes einzelnen Kindes zu erreichen.
Eine Besonderheit sind hier die „Offenen Sprachklassen“. Das sind Klassen, die für Kinder ohne bzw. sehr schlechten Deutschkenntnissen eingeführt worden sind. Zuerst wird der aktuelle Wissensstand ermittelt und dann werden individuelle Förderpläne erstellt, wobei der Unterricht in Kleingruppen abgehalten wird. Der Schwerpunkt gilt dem Erwerb der deutschen Sprache, deswegen gibt es bei Bedarf spezielle Schreib- und Lesekurse.
Bei Bewährung wird der Schüler bzw. die Schülerin in die Regelklasse überstellt.

## Bildende Kunst

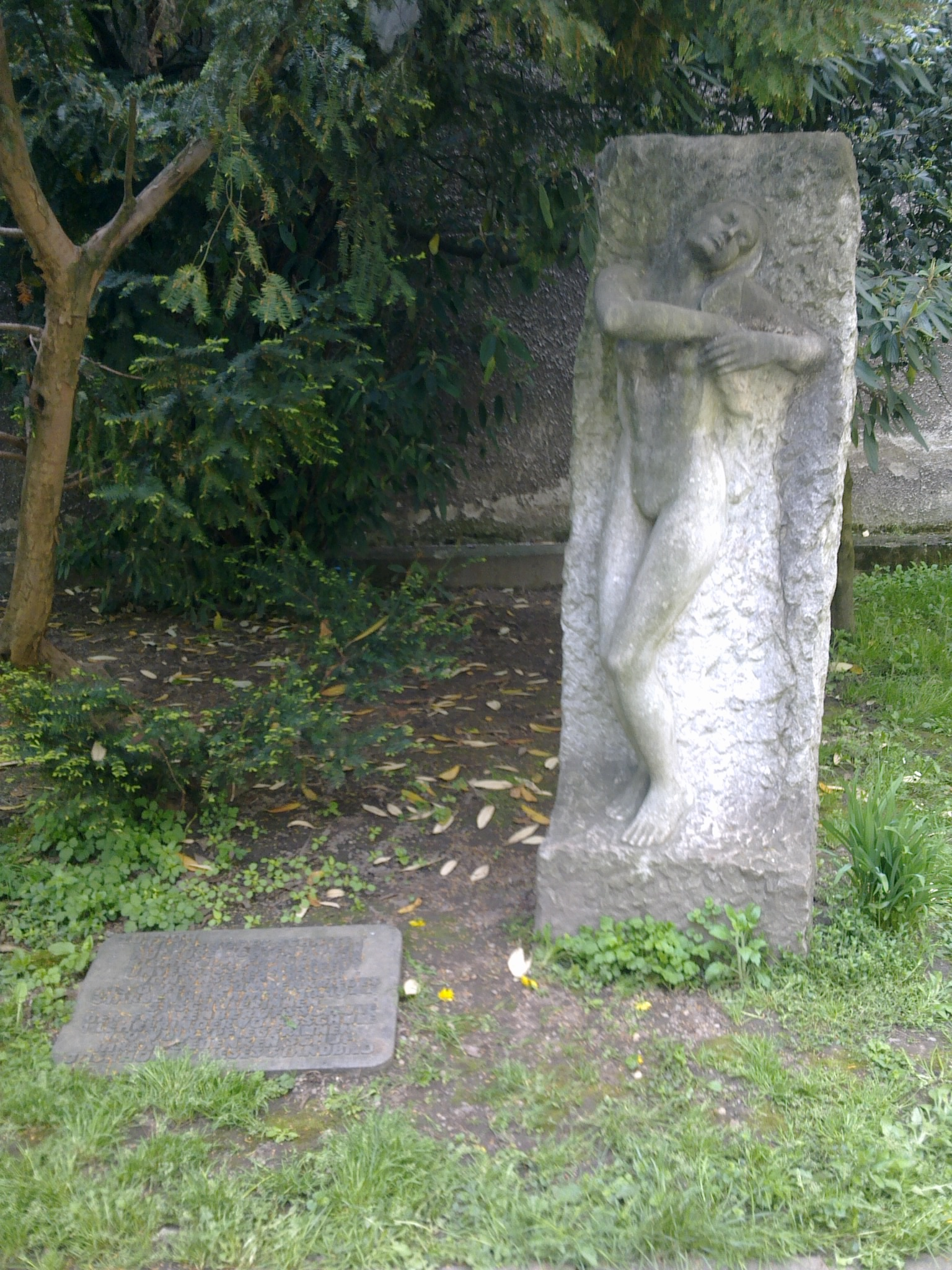
Marmorrelief Mädchenakt von Josef Thorak

- Im Jahr 1955 wurde die Marmorstatue Mädchenakt von Josef Thorak, auch bekannt als Sterbendes Mädchen, im Innenhof in Gedenken an die Opfer des Bombardements am 16. Oktober 1944 aufgestellt.

Im Textstein steht:
Früh fiel des Todes Schatten auf eure lichten Augen

blühet im ewigen ihr Unvergessenen

betreut von unserer Trauer

als Opfer des Bombenkrieges

starben hier am 16.10.1944

31 Schülerinnen der Frauenberufsschule und

1 Lehrerin der Volksschule

und 9 Volkspflegerinnen

ihrem Gedenken schuf Jos. Thorak dieses Standbild

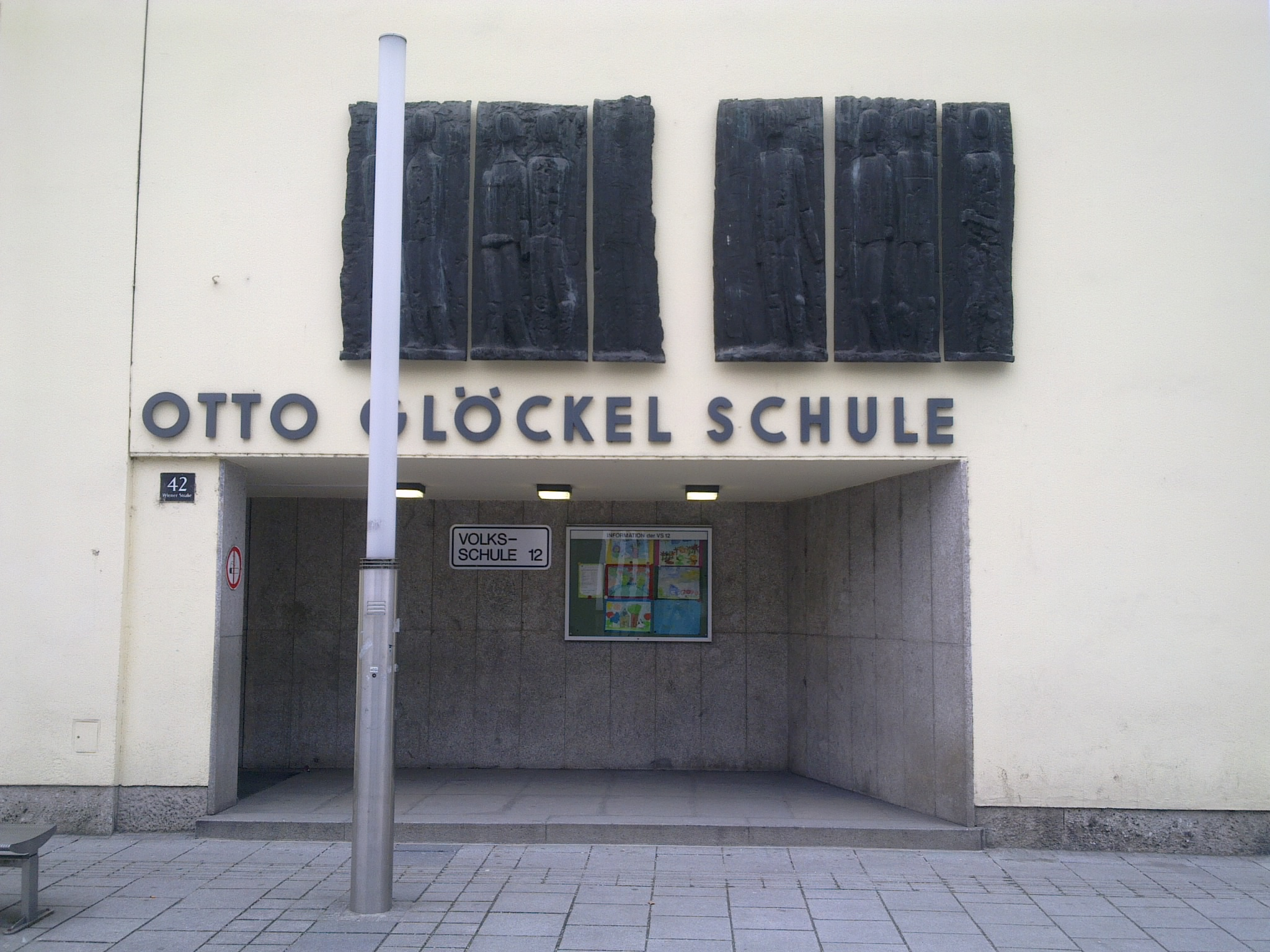
Bronzerelief Mensch von Fritz Wotruba

- Über dem Eingangstor an der Wienerstraße hängt ein Bronzerelief mit dem Thema Mensch von Fritz Wotruba, welches 1955 aufgestellt worden ist.

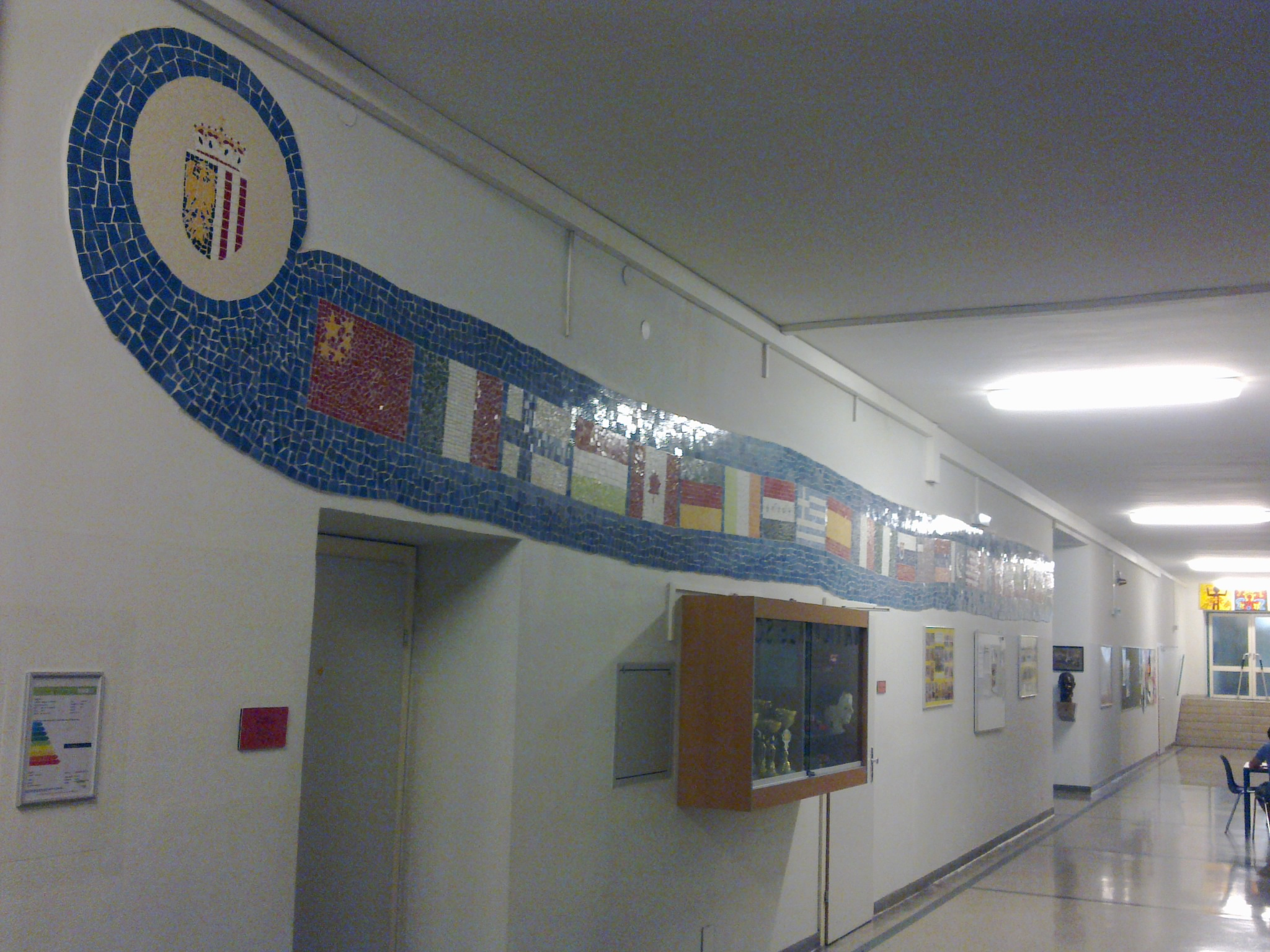
Mosaik We are the World Detail Anfang links mit Künstler Mamadou Alimou

- We are the World. Im Korridor im Erdgeschoß der heutigen NMS 5 wurde 2005 ein umfangreiches Mosaikprojekt erschaffen. Dieses Projekt spielt unter anderem auch auf die zahlreichen Nationen an, aus welchen die Schüler und Schülerinnen kommen. Der Künstler Mamadou Alimou arbeitete mit den Schülern und Schülerinnen am Kunstwerk. Das Mosaik hat eine Gesamtfläche von 54 m². Es besteht aus vier Teilen, wobei drei davon ineinander übergehen.

Das Hauptmotiv ist der „Baum des Lebens“, welcher eine Weltkugel hält. An diesem fließt der „Fluss des Lebens“ vorbei. Diese wird umspült vom „Fluss des Lebens“. Dieser Fluss mündet in vier Symbole, welche die vier Kontinente (Europa, Asien, Amerika und Afrika) darstellen. In diesen Fluss sind die Flaggen der Heimatländer integriert, aus welchen die Schüler und Schülerinnen kommen. Ebendiese Fahnen haben die Schüler und Schülerinnen in einem Mosaik-Workshop selbst gestaltet.
Auf je einer Seite des Flusses befindet sich das Landeswappen von Oberösterreich sowie das Stadtwappen der Stadt Linz.
Der Fluss mündet oberhalb der Direktion in dem Symbol der Hände, welches den Zusammenhalt der Schüler und Schülerinnen untereinander symbolisieren soll. Über dem Eingang zum Konferenzzimmer ist die Darstellung einer Sonne montiert.